# Radoslav Vasilev
Radoslav Antonov Vasilev (in bulgaro Радослав Антонов Василев?; Sofia, 12 ottobre 1990) è un ex calciatore bulgaro, di ruolo attaccante.

## Carriera

### Club
È cresciuto nel settore giovanile dello Slavia Sofia. Tra il 2008 e il 2010 ha giocato in Inghilterra con il Reading, dove ha militato per due stagioni.

### Nazionale
Ha segnato il suo primo gol in nazionale il 9 settembre 2018, nella vittoria per 1-0 contro la Norvegia, incontro valido per la UEFA Nations League 2018-2019.